# Temporaler Spezialist
|  | Dieser Artikel wurde aufgrund von formalen oder inhaltlichen Mängeln in der Qualitätssicherung Biologie zur Verbesserung eingetragen. Dies geschieht, um die Qualität der Biologie-Artikel auf ein akzeptables Niveau zu bringen. Bitte hilf mit, diesen Artikel zu verbessern! Artikel, die nicht signifikant verbessert werden, können gegebenenfalls gelöscht werden. Lies dazu auch die näheren Informationen in den Mindestanforderungen an Biologie-Artikel. |

Als temporaler Spezialist (nach lateinisch tempus „Zeit“, Plural tempora) wird eine Tierart bezeichnet, die in Bezug auf den circadian genannten, vierundzwanzigstündigen Rhythmus von Tag- und Nachtwechsel eine Spezialisierung auf eine besondere Aktivitätsperiode besitzt. Dies kann als zeitliche Einnischung aufgefasst werden, die es ökologischen Konkurrenten sowie Räubern und ihrer Beute ermöglicht, im selben Lebensraum miteinander zu koexistieren.
Gewöhnlich werden folgende Aktivitätstypen unterschieden:
- tagaktive Arten (diurnal, nach lateinisch diurnus „tags, am Tag“)
- nachtaktive Arten (nokturnal, nach lateinisch nocturnalis „nachts, nächtlich“)
- dämmerungsaktive Arten (selten krepuskular, nach lateinisch crepusculum „Dämmerung“)

Anschließen kann man:
- kathemerale Arten (von altgriechisch ἡμέρα hemera „Tag“ und der Vorsilbe κατά- kata- in der Bedeutung von neben); diesen Ausdruck prägte der Primatologe Ian Tattersall 1987[3] für Arten, die ausgeprägte Aktivitätsmaxima sowohl in den Tag- wie auch in den Nachtstunden, aber ohne Beziehung zu Morgen- oder Abenddämmerung, aufweisen.

## Ökologische Gründe und Wirkungen
Die chronobiologische Forschung ist gewöhnlich stark auf die neurologischen und physiologischen (z. B. hormonellen) Grundlagen der Rhythmik fokussiert, beantwortet also vor allem Wie-Fragen. Davon unabhängig sind die Gründe für die Entstehung und Aufrechterhaltung dieser Rhythmen, also die Warum-Fragen. Die Forschung zu diesem Thema ist bei weitem weniger umfangreich.

### Konkurrenzvermeidung
Die ökologische Theorie sagt voraus, dass Arten mit ähnlicher Lebensweise im natürlichen Lebensraum normalerweise starker interspezifischer Konkurrenz unterliegen, die bis zum Konkurrenzausschluss einer der Arten aus dem Lebensraum führen kann. Für beide Arten, insbesondere aber für konkurrenzunterlegene Arten, besteht damit ein evolutionärer Anreiz, durch Einnischung die ökologische Nische so zu verändern, dass die Konkurrenz gemindert wird. Die zeitliche Aktivitätsperiode ist eine der „Nischenachsen“, in die die Einnischung erfolgen kann. Dies ist bei der Interferenz genannten Konkurrenz durch direkte, oft aggressive Interaktionen unmittelbar einsichtig, man kann sich so „aus dem Weg gehen“. Dies wurde zum Beispiel bei der ökologischen Gilde der großen und wehrhaften afrikanischen Raubtiere gezeigt, wo die kleineren Afrikanischen Wildhunde und Geparden den größeren Löwen, Leoparden und Hyänen durch Tagaktivität meist aus dem Weg gehen, denn diese können nur bei besserer Sicht, bei hellem Mondlicht, auch nachts jagen.
Bei Konkurrenz aufgrund der Ausbeutung für beide Arten essenzieller Ressourcen, wie zum Beispiel Nahrung, ist ein solcher Mechanismus weniger einsichtig. Verzichtet eine konkurrenzunterlegene Art auf das Ausnutzen einer Ressource zu bestimmten Zeiten, sollte dies für sie immer nachteilig sein, solange der Gewinn der Ausbeute noch die Kosten der Suche und Behandlung übersteigen würde (dies kann z. B. bei Räubern bedeutsam sein, deren Beute ebenfalls Aktivitätszyklen aufweist). Zeitliche Einnischung ist hier vermutlich im Wesentlichen auf Fälle beschränkt, bei denen sich eine Ressource kontinuierlich erneuert.

### Feindvermeidung
Bedeutsamer als Konkurrenzvermeidung ist in ökologischen Systemen vermutlich die Anpassung des Aktivitätszyklus, um bedrohlichen Prädatoren (Räubern) aus dem Weg zu gehen. Viele tagaktive Räuber sind auf optische Sinnesreize zur Lokation der Beute angewiesen. Für Arten, die weder giftig noch wehrhaft, oder schneller als der Räuber, sind, kann hier eine Verlagerung der Aktivität in Zeiten geringerer Räuberaktivität die Überlebensrate deutlich erhöhen. So wurde zum Beispiel beim Wildkaninchen auf der iberischen Halbinsel wahrscheinlich gemacht, dass die eigentlich nachtaktive Art ihre Aktivitätsmaxima in die Morgen- und Abenddämmerung verlagert, wenn weniger Räuber aktiv sind.
Ein möglicher Test dieser Theorie ist zum Beispiel dann möglich, wenn ein bedeutsamer Räuber ausfällt und im Lebensraum nicht vorkommt. So sind Fledermäuse generell nachtaktiv, vor allem, um Greifvögeln als Prädatoren auszuweichen. Auf kleinen Inseln, auf denen die meisten Raubvögel nicht leben können, sollte für sie ein Anreiz bestehen, auch tags aktiv zu werden. Dies wurde tatsächlich bei einer Fledermausart auf der Insel São Tomé festgestellt. Auch in Korallenriffen lebende Fischarten erweiterten ihre Aktivitätszeiten, nachdem viele ihrer Räuber (durch Sporttaucher mit Harpunen) dezimiert worden waren.

## Aktivitätstypen: Verteilung im Tierreich
Obwohl jede einzelne Tierart letztlich ihren eigenen Aktivitätszyklus aufweist, und dieser selbst innerhalb einer Art oft erstaunlich plastisch bleibt, sind die verschiedenen Aktivitätstypen nicht gleichmäßig über das Tierreich verteilt. Systematische Gruppen (Taxa) besitzen oft aufgrund ähnlicher Lebensweise auch ähnliche Aktivitätszyklen. Außerdem besitzen hell- oder dunkeladaptierte Arten oft besondere Adaptationen, besonders ihre Sinnesphysiologie betreffend, die eine Änderung erschweren. Auch die Temperaturbilanz ist hier oft von Bedeutung, so dass Arten deshalb eher die heißen Tages- oder die kühleren Nachtstunden präferieren. Daran gekoppelt ist außerdem die Luftfeuchte; die relative Luftfeuchtigkeit ist während der kühleren Nachtstunden immer höher.
Bereits seit längerer Zeit ist aufgefallen, dass tendenziell Vögel häufiger tagaktiv und Säugetiere häufiger nachtaktiv sind; dies gilt in besonderer Weise für kleinere Arten. Bereits seit den 1970er Jahren ist die These populär, Säugetiere wären schon deshalb bevorzugt nachtaktiv, weil sie dieses Merkmal von ihrer evolutionären Stammgruppe im Mesozoikum ererbt hätten: Demnach wäre der Erfolg der Säugetiere dadurch zu erklären, dass sie durch Erschließung der Nachtstunden sowohl der überlegenen Konkurrenz wie dem Prädationsdruck der Dinosaurier – der direkten evolutionären Stammgruppe der Vögel – ausweichen konnten, vor allem darauf wäre auch ihre Warmblütigkeit (Homoiothermie) zurückzuführen. Für diese These spricht zum Beispiel, dass alle Säugetiere zwei der ursprünglich vier Farbsehpigmente (Iodopsine) im Auge verloren haben (vermutlich, weil in der Nacht Farbensehen weniger wichtig war), während diese bei den Vögeln erhalten blieben (dass Säugetiere dennoch oft drei Sehpigmente besitzen, also trichromatisch sehen, ist darauf zurückzuführen, dass sich später eines der Pigmentgene verdoppelt und sich deren Empfindlichkeit sekundär wieder in verschiedene Spektralbereiche verschoben hat).
Nachttiere verwenden das visuelle System in minderem Maße als Tagtiere. In der Regel sind bei nachtaktiven Tieren die Geruchs- (Nachtschmetterlinge, die meisten Säugetiere) und akustischen Sinne (Heimchen, Eulen, Fledermäuse) weit besser entwickelt.
Die Säugetiere spezialisierten sich ursprünglich auf ein Nachtleben, und nur einige tagaktive Gruppen wie beispielsweise die Primaten entwickelten das Farbsehen.
Nachttiere haben in der Regel ausgesprochene Tarnfarben, die es ihnen während der Ruhephase am Tag ermöglichen, sich vor Fressfeinden zu verstecken. Wenn sie eine Warnfarbe tragen, ist das in der Regel schwarz-weiß (z. B. Skunks).
„Tag-“ und „Nachttier“ sind globale Begriffe, die die Periode ihrer bevorzugten Aktivitätszeit benennen. Daneben gibt es auch noch Tiere, die vor allem während der Dämmerung aktiv sind. Ein gutes Beispiel dafür sind Forellen – Sichtjäger, die in der Dämmerung noch gerade von den nachtaktiven Insekten profitieren können.
Kleine Säugetiere wie Feldmäuse, Spitzmäuse, aber auch Meerschweinchen sind oft nicht eindeutig als Tag- oder Nachttier einzuordnen, da sie durch einen hohen Energieverbrauch und/oder niederkalorisches Futter zu beiden Tageshälften fressen müssen. Bei diesen Tieren ist Aktivität vor allem im ultradianen Rhythmus angesiedelt.
Sind Kleinsäuger gezwungen, ihre Aktivität entweder auf den Tag oder die Nacht zu legen, müssen sie Methoden finden, um Energie zu sparen (Torpor) oder energiereiches Futter zu sich nehmen.
Es ist auch zu beobachten, dass es zu zeitweiligen Nischenverschiebungen kommt, wenn das Futterangebot das erfordert. So jagen beispielsweise Fledermäuse im Frühling und im Herbst auch tagsüber, wenn die Nächte zu kalt für ein ausreichendes Insektenangebot sind.